# 가이트래시

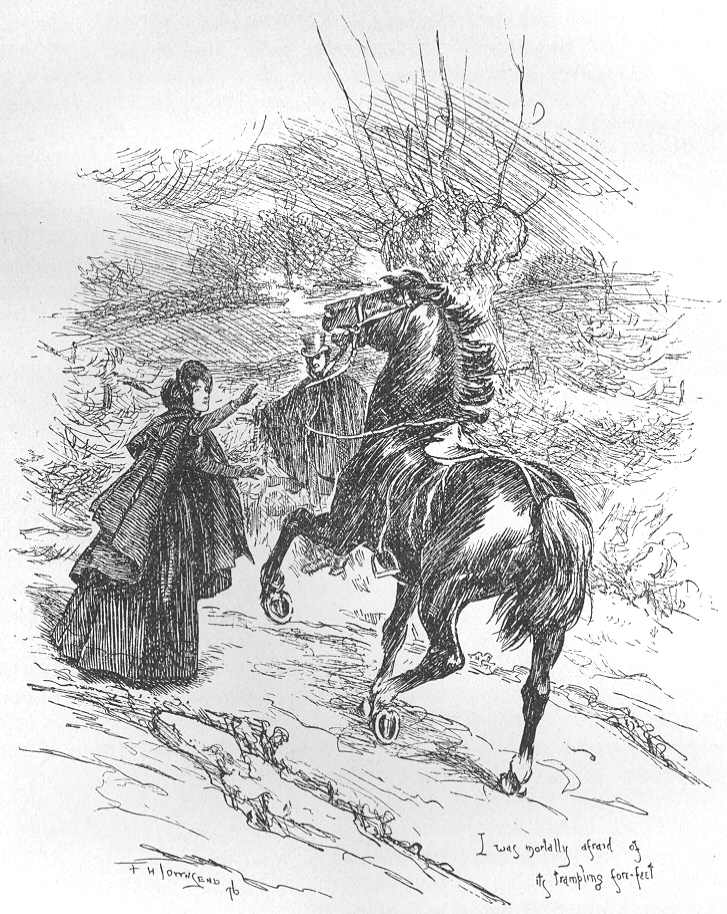
《제인 에어》의 삽화.

가이트래시(Gytrash [ɡaɪˈtræʃ][*])는 잉글랜드 북부에서 전승되는 검둥개이다. 혼자서 길을 따라 출몰하면서 나그네를 기다린다고 한다. 검은 개 외에도 말, 나귀의 형상을 할 때도 있으며, 사람을 잘못된 길로 이끌어 길을 잃게 만든다. 개중에는 길잃은 나그네를 올바른 길로 인도해 주는 자애로운 것도 있지만, 대개 가이트래시는 공포의 대상이다.
샬롯 브론테의 소설 《제인 에어》에서 주인공 제인이 로체스터의 말과 개를 보고 가이트래시를 떠올리는 장면이 있다. 《제인 에어》에 언급된 것이 가이트래시 전승이 문자로 기록된 최초의 사례로 생각된다.
《해리 포터와 아즈카반의 죄수》에는 가이트래시와 유사한 검은 개가 주인공 해리 근처에 계속 나타난다. 뒤에 가면 그 개의 정체는 해리의 대부 시리우스 블랙이 둔갑한 것이었음이 밝혀진다.

## 같이 보기
- 바게스트
- 검둥개
- 셔크